# Massaker von Sabra und Schatila

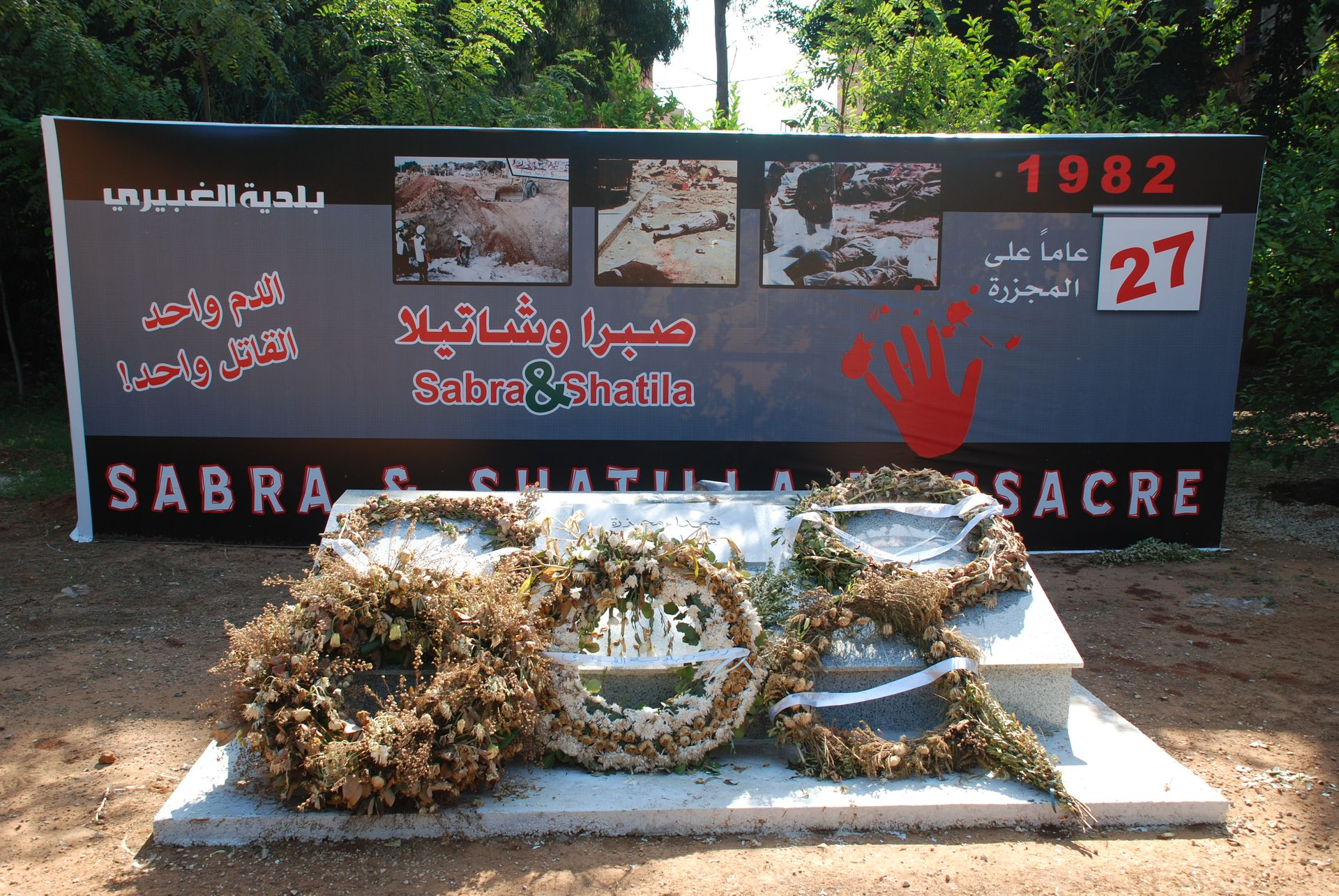
Gedenkstätte im Stadtteil Sabra in Südbeirut mit einem Plakat zum 27. Jahrestag, 2009

Das Massaker von Sabra und Schatila (arabisch مذبحة صبرا وشاتيلا, DMG Maḏbaḥat Ṣabrā wa-Šātīlā) bezeichnet den Völkermord an palästinensischen Flüchtlingen, die im südlichen Stadtgebiet von Beirut lebten. Dieser wurde von etwa 150 libanesischen, maronitisch-katholischen – hauptsächlich phalangistischen – Milizionären verübt. Zwischen dem 16. und 18. September 1982 – mitten im libanesischen Bürgerkrieg – wurden die Flüchtlingslager Sabra (Ṣabrā) und Schatila (Šātīlā) gestürmt, die zu jener Zeit von israelischen Soldaten umstellt waren. Nach filmisch belegten Aussagen beteiligter Milizionäre richtete sich die Aktion in erster Linie gegen Zivilisten; bewaffneter Widerstand soll kaum noch vorhanden gewesen sein. Die Milizionäre verstümmelten, folterten, vergewaltigten und töteten überwiegend Zivilisten, unter ihnen viele Frauen, Kinder und Alte. Die Zahl der Opfer konnte nicht geklärt werden, wird aber je nach Quelle zwischen 460 und 3500 angegeben.

## Hintergrund
Der Staat Libanon stand seit seiner Unabhängigkeit im Jahr 1943 im Spannungsfeld verschiedener ethnischer Konflikte und außenpolitischer Einflüsse. Während arabische Nationalisten vor allem seit den 1950er Jahren die Nähe zu Ägypten und Syrien suchten, orientierten sich die libanesischen Christen mehrheitlich am Westen und den USA. Der Konflikt eskalierte erstmals während der Libanonkrise 1958. Ein Bürgerkrieg wurde durch eine militärische Intervention der USA verhindert, es entstand eine Phase relativer Ruhe mit einer brüchigen, nationalen Einheitsregierung. Die Ankunft der 1970 aus Jordanien vertriebenen PLO brachte das empfindliche Kräftegleichgewicht im Libanon jedoch nachhaltig aus den Fugen. Die von den arabischen Nationalisten und anderen muslimischen Bewegungen unterstützte PLO, die sich insbesondere nach dem Sechstagekrieg radikalisierte, führte spätestens seit 1975 einen offenen Bürgerkrieg gegen militante christliche Gruppierungen wie die Phalange-Miliz. Die Kämpfe wurden von beiden Seiten mit großer Brutalität geführt. Neben Straßenkämpfen waren Bombenattentate und Übergriffe auf Zivilisten an der Tagesordnung. Schon 1976 verübten christliche Milizionäre an palästinensischen Flüchtlingen das Massaker von Karantina, worauf die Zivilbevölkerung eines christlichen Dorfes dem Massaker von Damur durch palästinensische und muslimische Gruppen zum Opfer fiel.
Seit dem Ende der 1970er Jahre verkomplizierten sich die Koalitionsverhältnisse des libanesischen Bürgerkriegs erheblich. Israel führte 1978 als Antwort auf anhaltende terroristische Angriffe aus dem Südlibanon die Operation Litani durch, in deren Verlauf Hunderttausende Palästinenser nach Norden Richtung Beirut flüchteten. Vor ihrem Abzug installierten die Israelis im Südlibanon eine „Sicherheitszone“, die von der sogenannten Südlibanesischen Armee, einer mit Israel verbündeten Miliz, kontrolliert wurde, die sich weiterhin Kämpfe mit der PLO lieferte. Durch den Zusammenbruch des Panarabismus und die militärischen Interventionen Syriens spaltete sich das muslimische Lager in die palästinensische, sunnitische (Murabitun-Miliz) und schiitische Milizen wie die prosyrische (Amal-Miliz) und die proiranischen (Hisbollah-) Gruppierungen, die sich in wechselnden Koalitionen gegenseitig bekämpften. Eine neuerliche israelische Intervention, die sich insbesondere gegen die PLO richtete, führte im Libanonkrieg 1982 zu einer entscheidenden Schwächung der militanten Palästinenser und zu deren militärischer Niederlage im August 1982. Einen Monat später wurde der Führer der christlichen Forces Libanaises, Bachir Gemayel, der drei Wochen zuvor zum Präsidenten des Libanons gewählt worden war, zusammen mit vielen seiner Begleiter und Kader durch ein Bombenattentat in seinem Hauptquartier ermordet. Die Palästinenser standen im Verdacht, für den Mord an ihrem politischen Gegner verantwortlich zu sein. Der Überfall der Milizionäre auf die Lager wird daher auch als Racheaktion für den Mord an Präsident Gemayel verstanden.
Am Tag vor Beginn des Massakers wurden die Lager Sabra und Schatila in Westbeirut von israelischen Truppen umstellt. Die israelische Armee traf eine Abmachung mit der Phalange-Miliz, die vorgab, die vermeintlich in den Flüchtlingslagern befindlichen Verantwortlichen des Gemayel-Anschlags ausfindig zu machen und sie den Israelis zu übergeben. Ariel Scharon und Generalstabschef Rafael Eitan stimmten dem zu.

## Das Massaker
Am Abend des 16. September – zwei Tage nach dem Mord an Bachir Gemayel – drangen etwa 150 phalangistische Milizionäre unter dem Kommando von Elie Hobeika in die Lager ein, um die dort vermuteten palästinensischen Kämpfer zu entwaffnen. Die Milizionäre durchkämmten während ihrer Aktion die Lager und töteten dabei vorwiegend Zivilisten, einschließlich Frauen, Kinder und Alte. Nicht nur von palästinensischer Seite, sondern auch von beteiligten Phalangisten selbst wurde angegeben, viele der Opfer seien außerdem verstümmelt worden. Es soll zu Folterungen und Vergewaltigungen gekommen sein. Dies geschah in voller Sicht israelischer Beobachtungsposten aus umliegenden Gebäuden, welche die Lagerausgänge abriegelten und die Lager während der Nacht mit Leuchtraketen erhellten, um die phalangistischen Milizen zu unterstützen.
Nach späteren Erkenntnissen war nicht nur die israelische Militärführung vor Ort genauestens über die Vorgänge in den Lagern informiert, sondern auch die israelische Regierung. Berichten zufolge hatte die israelische Armee zudem Planierraupen zur Verfügung gestellt und die Milizen mit Verpflegung und Munition versorgt. Erst am Morgen des 18. September fand das Blutbad ein Ende. 

## Opferzahl
Der Generalstaatsanwalt der libanesischen Armee, Assad Germanos, untersuchte die Tötungen, befolgte jedoch Anweisungen von oben und lud keine libanesischen Zeugen vor. Auch palästinensische Überlebende aus den Lagern hatten Angst auszusagen, und phalangistischen Kämpfern war es ausdrücklich verboten auszusagen. Der Bericht von Germanos stellte fest, dass 460 Personen getötet wurden (einschließlich 15 Frauen und 20 Kinder). Der israelische Geheimdienst schätzte,  dass 700–800 Palästinenser  getötet wurden, während die Palästinensische Rothalbmondgesellschaft – der Ableger des Roten Halbmondes in den  Palästinensischen Autonomiegebieten  – behauptete, es seien 2000 Tote gewesen. Ein Totenschein wurde jedem ausgestellt, der drei Zeugen benennen konnte, die dafür bürgten, dass ein Familienmitglied während des Massakers verschollen sei; insgesamt wurden 1200 Totenscheine ausgestellt.
- Laut der BBC starben „mindestens 800“ Palästinenser.[10]
- Die palästinensische Historikerin Bayan Nuwayhed al-Hout in ihrem Buch Sabra und Shatila: September 1982 gibt eine Mindestzahl von 1.300 benannten Opfern an, basierend auf einem detaillierten Vergleich von 17 Opferlisten und anderen Beweismitteln, und schätzt eine noch höhere Gesamtzahl von 3.500.[4][11]
- Robert Fisk schrieb: „Nach drei Tagen Vergewaltigung, Kämpfen und brutalen Hinrichtungen verlassen die Milizen schließlich die Lager mit 1.700 Toten.“[12]
- In seinem kurz nach dem Massaker veröffentlichten Buch[13] kam der israelische Journalist Amnon Kapeliouk von Le Monde Diplomatique, basierend auf offiziellen und Rotkreuz-Quellen, auf etwa 2.000 nach dem Massaker entsorgte Leichen und schätzte "sehr grob" 1.000 bis 1.500 weitere Opfer, die von den Phalangisten selbst entsorgt wurden, auf insgesamt 3.000–3.500.

## Weitere Geschichte der beiden Flüchtlingslager
Nach dem Abzug des israelischen Militärs in eine Sicherheitszone vor der israelischen Grenze übernahm Syrien die militärische Kontrolle des Gebiets rund um das Flüchtlingslager. Da auch Syrien daran interessiert war, die im Libanon verbliebenen PLO-Kämpfer und palästinensischen Nationalisten zu schwächen, verbesserte sich die Lage der Menschen im Flüchtlingslager nicht.
Im Zuge der Lager-Kriege verübte die schiitische Amal-Miliz im Mai 1985 ein von libanesischen und syrischen Armeeverbänden geduldetes Massaker an Zivilisten in denselben palästinensischen Flüchtlingslagern von Sabra und Schatila.
Der libanesische Bürgerkrieg dauerte noch bis 1990. Auch danach änderten sich die Lebensbedingungen und die rechtliche Lage der palästinensischen Flüchtlinge in den Lagern nur unwesentlich. Nach dem Erstarken islamistischer Bewegungen wie der palästinensischen Hamas waren palästinensische Flüchtlingslager wie das in Sabra und Schatila wiederholt Ziel von Angriffen der libanesischen Armee.

## Politische und rechtliche Aufarbeitung
Die internationale Empörung entzündete sich insbesondere an der israelischen Mitverantwortung.
Das Massaker wurde von der Generalversammlung der Vereinten Nationen am 16. Dezember 1982 als Genozid gewertet:

“The General Assembly, (…)
Appalled at the large-scale massacre of Palestinian civilians in the Sabra and Shatila refugee camps situated at Beirut,
Recognizing the universal outrage and condemnation of that massacre, (…)
1. Condemns in the strongest terms the large-scale massacre of Palestinian civilians in the Sabra and Shatila refugee camps;
2. Resolves that the massacre was an act of genocide.”

„Die Generalversammlung, (…)
Erschüttert über das Massaker an palästinensischen Zivilisten in den Flüchtlingslagern Sabra und Shatila bei Beirut,
Erkennt die weltweite Empörung und Verurteilung dieses Massakers an, (…)
1. Verurteilt auf das Schärfste das Massaker an palästinensischen Zivilisten in den Flüchtlingslagern Sabra und Shatila;
2. Stellt fest, dass das Massaker ein Akt des Völkermords war.“

Dem damaligen israelischen Verteidigungsminister Ariel Scharon wurde von der israelischen Kahan-Kommission eine politische Mitverantwortung für das Massaker zugewiesen, ohne dass ihm Vorsatz angelastet wurde. Aufgrund einer von der Kommission ausgesprochenen Empfehlung wurden Raful Eitan als Chef des Generalstabes und Scharon als Verteidigungsminister 1983 abgelöst. Scharon wurde allerdings noch im selben Jahr Minister ohne Geschäftsbereich. In Belgien wurde zwar 2002 wegen des Massakers zunächst ein Ermittlungsverfahren gegen ihn eröffnet, die Anklage wurde jedoch wieder fallen gelassen.
Ein Versuch, den unmittelbaren Haupttäter Elie Hobeika zu belangen, wurde weder von der Seite arabischer Staaten noch von den Israelis unternommen. Vielmehr bekleidete er nach Ende des Libanesischen Bürgerkrieges acht Jahre lang mehrere Ministerämter in der von Syrien kontrollierten Regierung des Libanons. Anfang 2002 wurde er in Beirut bei einem Mordanschlag mit einer Autobombe getötet. Von libanesischer Seite wurde Israel für den Anschlag verantwortlich gemacht, nachdem Hobeika die Offenlegung von Beweisen für die Mitverantwortung des damaligen israelischen Verteidigungsministers Ariel Scharon angekündigt hatte.

## Künstlerische Aufarbeitung
Jean Genet, der sich zur Zeit der Massaker in Beirut aufhielt und die Lager nach Ende der Massaker besuchte, schildert seine Eindrücke in einem Bericht Quatre Heures à Chatila. Auf diesem Text sowie auf dem Roman Un captif amoureux basiert der Film Genet à Chatila von Richard Dindo (Schweiz/Frankreich 1999). Die italienische Publizistin und Kriegsberichterstatterin Oriana Fallaci verarbeitete ihre Erlebnisse während des libanesischen Bürgerkriegs in dem 1990 erschienenen Werk Inschallah. Darin schildert sie auch die Vorgänge in Sabra und Schatila. In dem Animationsfilm Waltz with Bashir stellt der Regisseur Ari Folman, der zu jener Zeit als israelischer Soldat im Libanon stationiert war, das Massaker aus seiner Perspektive dar. Frank Schätzing erzählt von den Massakern im Kapitel „Libanon, September“ in seinem 2014 bei Kiepenheuer & Witsch veröffentlichten Roman Breaking News.
Das Lied Hinterlist von Daily Terror hat das Massaker zum Thema.
Der Film Massaker von Monika Borgmann und Lokman Slim lässt am Massaker beteiligte Soldaten zu Wort kommen. Als einziges bisheriges Filmdokument verhandelt der Film damit die Perspektive der Täter, die als Teil der großen Anhängerschaft Bashir Gemayels am Massaker von Sabra und Schatila beteiligt waren.

## Dokumentarfilme
- Monika Borgmann, Lokman Slim, Hermann Theißen: Massaker. Deutschland/Libanon/Schweiz/Frankreich 2004. Dokumentarfilm, bestehend aus Interviews mit sechs der am Massaker beteiligten Täter.[6]
- Ari Folman: Waltz with Bashir. Israel, Frankreich, Deutschland 2008.